# Rivière aux Éclairs
La rivière aux Éclairs coule sur 12 km dans le territoire non organisé de Lac-Blanc, dans la municipalité régionale de comté (MRC) de Portneuf, dans la province de Québec, Canada en direction sud-ouest. Cette rivière se situe dans la zec de la Rivière-Blanche et est un tributaire de la rive gauche de la rivière Batiscan. Le bassin hydrographique de la rivière aux Éclairs est de 294 km2, soit le cinquième bassin le plus important de la rivière Batiscan.

## Géographie
Son embouchure se situe au kilomètre 147 de la rivière Batiscan, soit à 43 km de la barrière Batiscan, à la fin des Portes de l'Enfer. La rivière aux éclairs tire sa source de la décharge du lac Batiscan. Cette rivière très sinueuse s'avère la limite entre les MRC de Portneuf et de La Jacques-Cartier, dans la région de Québec. La rivière aux éclairs est entourée de très hautes falaises de montagne, de chaque côté, dont le Mont View (Latitude. 47.40425913°, Longitude. -72.016266153°) situé sur la rive gauche.
La rivière est normalement gelée de novembre à avril. Le niveau de l'eau de la rivière varie selon les saisons et les précipitations. Les périodes navigables sur la rivière sont préférablement au printemps, au début de l'été ou lorsque les précipitations de pluie augmentent significativement le débit de la rivière. La rivière aux éclairs comporte quelques chutes et de nombreux rapides de types R2, R2-3, R3, un R3-4. Pour la descente de la rivière avec des embarcations légères, le départ se fait généralement du lac Batiscan. Il est possible aussi de partir jusqu'à six km plus haut sur la rivière à Moïse, ajoutant ainsi environ 15 km à la navette.
De Rivière-à-Pierre, l'accès routier au lac Batiscan se fait par la route 2 de la réserve faunique de Portneuf, où il faut s'enregistrer au poste d'accueil. Puis, le visiteur devra s'enregistrer pour la zec de la Rivière-Blanche, s'il désire y séjourner. Le visiteur poursuit sur la route 2, puis tournera à droite sur la route 27. Puis il suffit de suivre les pancartes indiquant "zec de la Rivière-Blanche". Les signaux routiers verts orienteront le visiteur vers le chemin du lac Batiscan. Le visiteur quitte la route 27 au kilomètre 44. Le site de la zec de la Rivière-Blanche indique que les chemins de bois sont fermés au printemps en période de dégel.

## Toponymie
Le toponyme « rivière aux Éclairs » a été officialisé au registre de la Commission de toponymie du Québec le 5 décembre 1968. Jadis, cette rivière était désignée « rivière du Lac Batiscan ». En 1918, la Commission de géographie du Québec a reconnu la désignation "rivière aux Éclairs", indiquant que cette dernière dénomination avait été en usage avant le nom « Rivière du Lac Batiscan ». Certaines cartes topographiques publiées à partir de 1920 faisaient mention de « Rivière aux Éclairs ». Ce toponyme qui évoque un phénomène naturel, figurait déjà dans l'édition de 1914 du Dictionnaire des rivières et lacs de la province de Québec. Néanmoins, l'origine de ce toponyme reste inconnue.
La « rivière aux Éclairs » porte bien son toponyme. D'une part, la hauteur des montagnes environnantes les rendent davantage susceptibles de se faire frapper par la foudre. D'autre part, la « rivière aux Éclairs », le lac Batiscan et le lac Moïse (en amont) sont enclavés entre des parois vertigineuses des montagnes environnantes ; faisant ainsi écho au tonnerre, donnant l'impression que les orages sont plus fortes dans ce secteur.